# Xe tăng Sa Hoàng
Xe tăng Sa Hoàng (Tiếng Nga: Царь-танк, phiên mã: Tsar-tank), còn được gọi là Netopyr' (Tiếng Nga: Нетопырь) hay xe tăng Lebedenko (Tiếng Nga: танк Лебеденко) là một xe bọc thép có thiết kế khác biệt của Nga, được phát triển bởi Nikolai Lebedenko, Nikolay Yegorovich Zhukovsky, Boris Stechkin và Alexander Mikulin từ năm 1914. Dự án đã bị hủy bỏ vào năm 1915 sau khi các cuộc thử nghiệm ban đầu cho thấy chiếc xe này không đủ sức mạnh và dễ bị tác động bởi hỏa lực pháo binh.

## Lịch sử

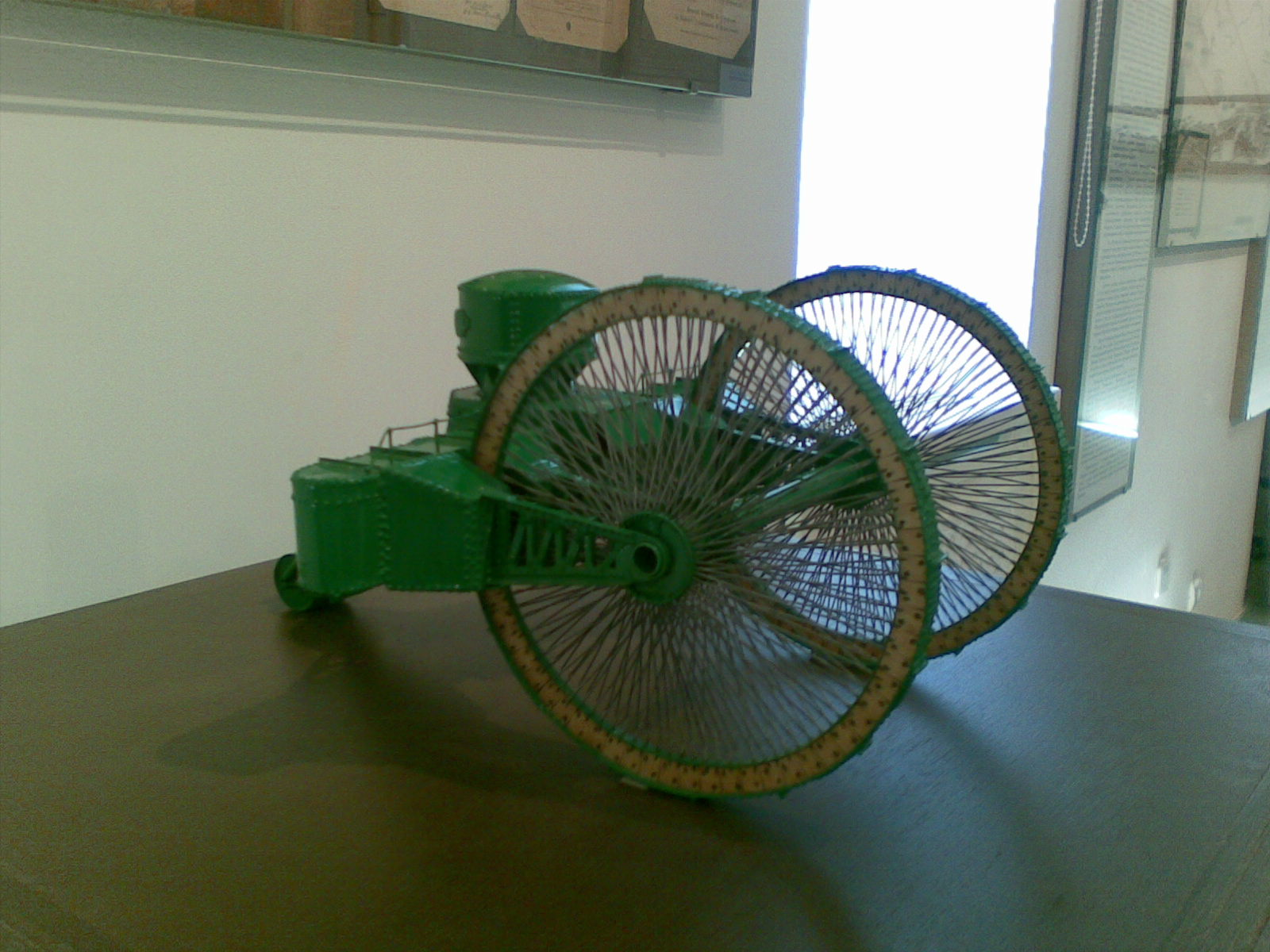
Mô hình Xe tăng Sa Hoàng NN Lebedenko trong Bảo tàng thuộc Khu bảo tồn "Điện Kremlin Dmitrov".

Xe tăng Sa Hoàng khác với các loại xe tăng hiện đại ở chỗ không sử dụng hệ thống bánh xích, ngoài ra nó còn có thiết kế ba bánh. Hai bánh xe phía trước có đường kính gần 9 mét (30 ft); bánh thứ ba gắn phía sau chỉ cao 1,5 mét (5 ft). Tháp pháo phía trên đạt độ cao gần 8 mét (26 ft). Thân xe cao 12 mét (39 ft), mở rộng ra hai bên với hơn hai khẩu pháo ở sườn. Vũ khí bổ sung cũng được trang bị dưới thân. Mỗi bánh xe được trang bị động cơ Maybach 240 mã lực. Mỗi động cơ dẫn động một bánh xe, truyền lực cho bánh xe khổng lồ ăn khớp bằng cách ép vào vành của nó.
Những chiếc bánh xe khổng lồ được thiết kế để vượt qua những chướng ngại vật đáng kể. Tuy nhiên, do tính toán sai trọng lượng, bánh sau dễ bị mắc kẹt ở nền đất yếu và các hệ thống hào, và bánh trước đôi khi không đủ lực để kéo nó ra. Điều này dẫn đến một cuộc thử nghiệm thất bại trước sự chứng kiến của thành viên ủy ban cấp cao vào tháng 8 năm 1915. Chiếc xe tăng vẫn ở tại vị trí nơi nó được thử nghiệm, cách Moskva khoảng 60 km (37 dặm) cho đến năm 1923 khi nó cuối cùng được tháo dỡ làm phế liệu.